# Messerschmitt KR175

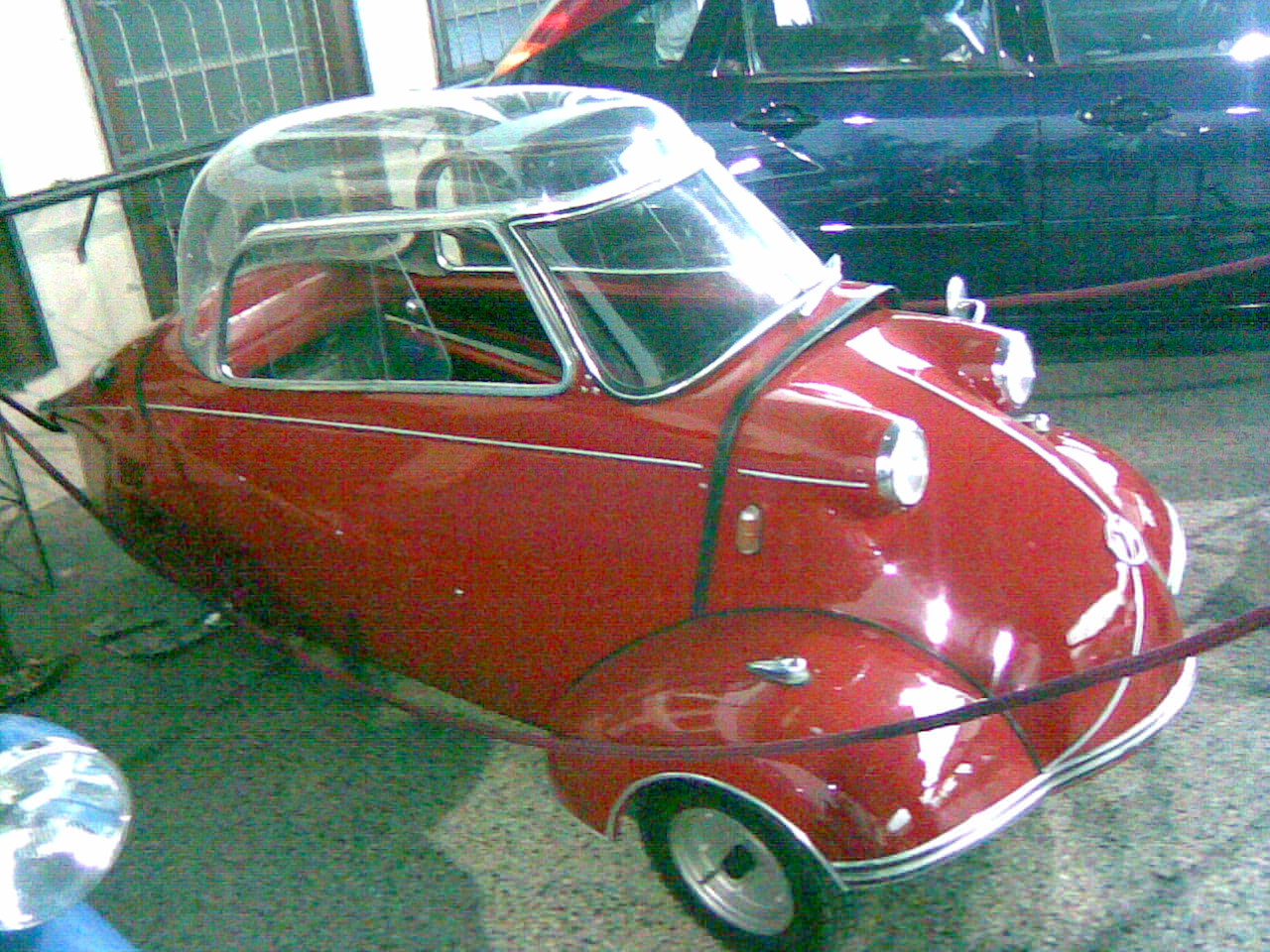
Messerschmitt KR200, un dels microcotxes més particulars de postguerra.

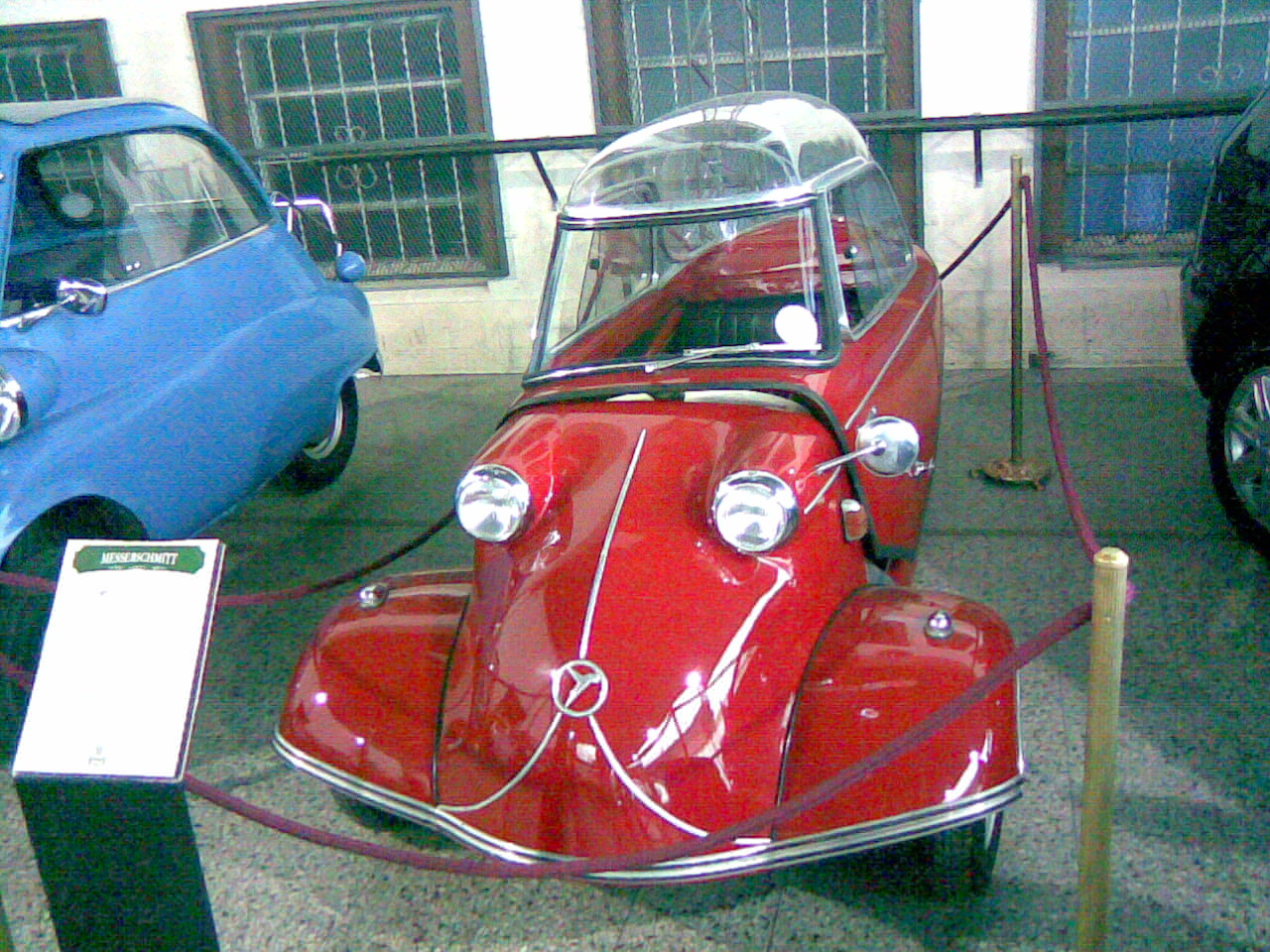
Messerschmitt KR200, vista lateral.

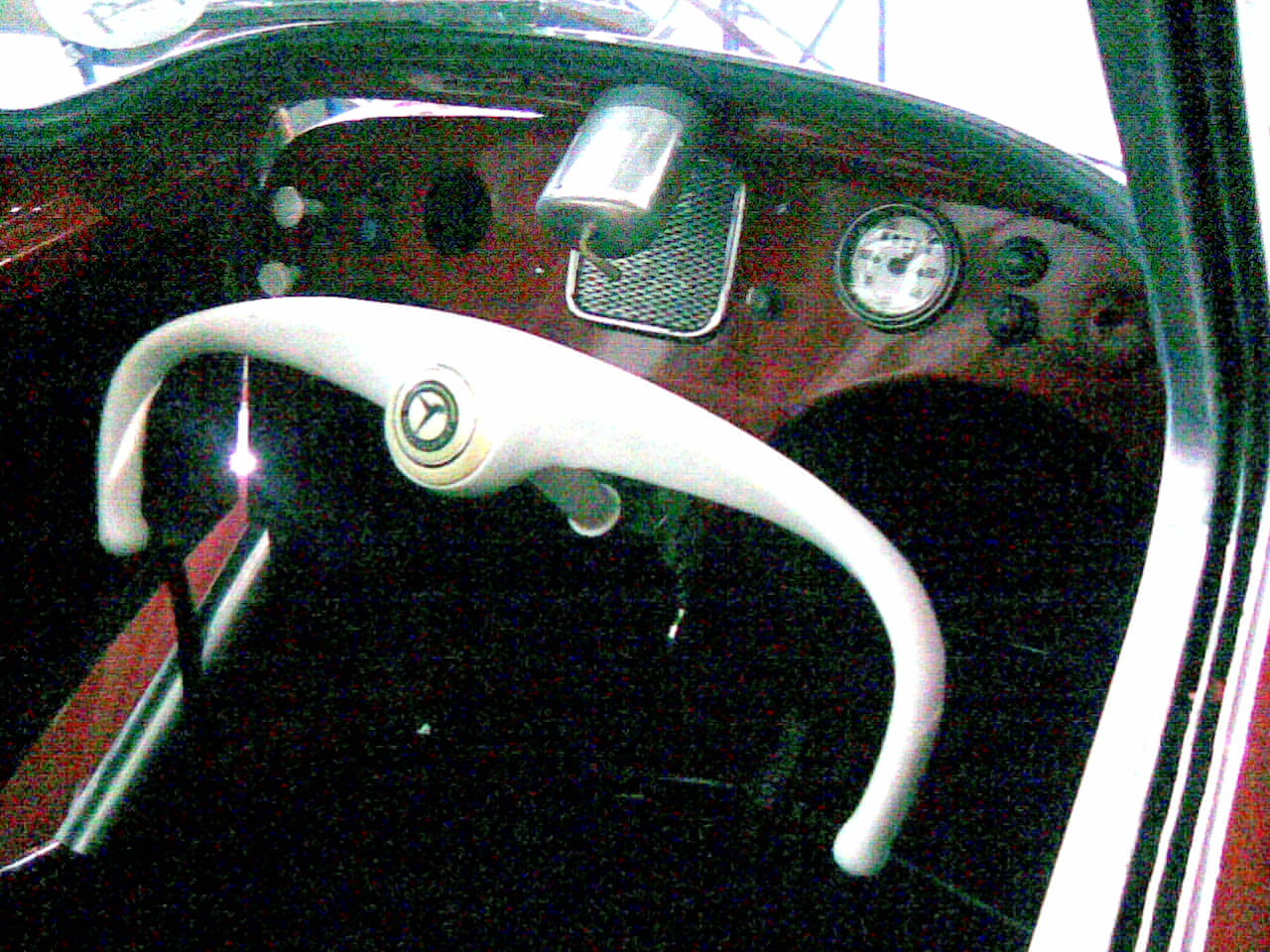
Messerschmitt KR200, vista interior.

Els estranys microvehicles Messerschmitt van ser concebuts a l'Alemanya de postguerra per l'empresa homònima. Se'n van produir dos models principals: el KR 200 i el KR 175.
El seu dissenyador va ser Fritz Fender, que era un fabricant de maquinària que ja havia fabricat vehicles de tres rodes amb anterioritat, que eren coneguts com a «Fender Flitzer» (models Type 1, Type 2 i FK 150 Kabinenroller). A més, fabricava motocicletes i cotxes per a invàlids.
Després de finalitzada la Segona Guerra Mundial, s'associà amb el fabricant d'avions Willy Messerschmitt i desenvoluparen, el 1953, una mena de moto carrossat de tres rodes amb un seient darrere d'un altre i cabina de plexiglàs tipus aviació el qual van denominar Kabinenroller 175 o KR 175.

## Característiques tècniques
El KR 175 comptava amb un motor monocilíndric darrere de 175 cc marca Fichtel & Sach amb 9 CV de potència amb transmissió per cadena a la roda del darrere, 210 kg de pes i 2,80 metres de llarg.
Dos anys més tard presentaren el model KR 200, molt similar a l'anterior, però amb un motor més potent de 197 cc i potència de 10 CV que aconseguia una velocitat màxima d'uns 90 km/h. Hi va haver una versió de 13 CV que va aconseguir el rècord mundial de fins a 250 cc.
El 1957 Willy Messerschmitt es retirà de la societat per tornar a fabricar avions. Fritz Fender canvià el nom de l'empresa per FMR i presentà el model KR201.
Un any després inicià la fabricació del Tiger TG 500 de quatre rodes i 500 cc. Amb 19 CV arribava als 125 km/h amb una acceleració de 0 a 100 en 25 segons.
La producció des de 1953 a 1964 va ser de 19.668 unitats del KR175 i 20.840 unitats del KR200/201. També es va produir una versió descapotable.